# Гармониха (Московская область)
Гармо́ниха — деревня в Шатурском муниципальном районе Московской области. Входит в состав городского поселения Мишеронский. Население — 118 чел. (2010).

## Расположение
Деревня Гармониха расположена в северной части Шатурского района, расстояние до МКАД порядка 142 км. Высота над уровнем моря 119 м.

## Название
В письменных источниках деревня упоминается как Гармониха.
Название связано с некалендарным личным именем Гармон или Гарман.

## История
В писцовой Владимирской книге В. Кропоткина 1637—1648 гг. упоминается пустошь Гарманиха Кривандинской волости Владимирского уезда. Пустошь принадлежала Никите Васильевичу Кафтыреву.
В XVIII в. деревня входила в Польскую волость Владимирского уезда.
В 1803 году после создания Владимирской губернии и уездов в ней в Покровском уезде была создана Селищенская волость и деревня вошла в состав Селищенской волости Покровского уезда Владимирской губернии.
В советское время деревня входила в Бордуковский сельсовет.
По данным на 1860 год деревня принадлежала Михаилу Андреевичу Кустыревскому, Настасье Михайловне Кутыриной и Марии Михайловне Нарбут.

## Население
По данным Всероссийской переписи 2010 года численность постоянного населения составила 118 человек. По сведениям Администрации Шатурского района количество жителей деревни на 01.01.2013 года составляла 38 человек. Однако, также имеются данные, что количество постоянно зарегистрированных жителей в деревне в 2013 году составляла 4 человека.
| 1857 | 1895 | 1905 | 1926 | 1931 | 1970 |
| ---- | ---- | ---- | ---- | ---- | ---- |
| 217  | ↗518 | ↗578 | ↘576 | ↗804 | ↘72  |
| 1993 | 2002 | 2006 | 2010 |      |      |
| ↘7   | ↘4   | ↗10  | ↗118 |      |      |